# Bling-Bang-Bang-Born
«Bling-Bang-Bang-Born» — пісня японського хіп-хоп дуету Creepy Nuts. Була випущена як сингл 7 січня 2024 року через Onenation і Sony Music Associated Records. Ця пісня стала початковою темою другого сезону аніме-серіалу Mashle.
Пісня набула популярності в Японії та на міжнародному рівні через Інтернет-челендж «BBBB Dance», в результаті чого пісня посіла восьме місце у Billboard Global 200. В Японії пісня посідала своє перше місце в чарті Billboard Japan Hot 100 протягом 19 тижнів поспіль, друге найдовше місце в історії після «Idol» від Yoasobi (22 тижні), та Oricon Combined Singles Chart протягом чотирьох непослідовних тижнів.

## Історя пісні і випуск
11 листопада 2023 року було оголошено, що Creepy Nuts виконають вступну пісню під назвою «Bling-Bang-Bang-Born» для другого сезону Mashle. Пісня стала доступною на цифрових музичних і потокових платформах 7 січня 2024 року. Музичне відео, створене у співпраці з Mashle, було завантажено 3 березня. Згодом сингл був випущений разом із «Nidone» як подвійний A-side CD-сингл 20 березня.

## Композиція
«Bling-Bang-Bang-Born» — трек у стилі Jersey club, який зображує головного героя Маша Бернедеда, юнака, який народився без магії в чарівному світі, що бореться проти темної магічної організації; дует особисто вважав скрутне становище Маша пов'язаним з їхньою кар'єрою.

## Нагороди
| Критик/Публікація  | Нагорода                          | Місце | Прим.  |
| ------------------ | --------------------------------- | ----- | ------ |
| Anime News Network | The Best Songs of 2024            | Н/Д   | [ 13 ] |
| Polygon            | The 6 Best Anime Openings of 2024 | Н/Д   | [ 14 ] |

| Церемонія                            | Рік      | Нагорода                                 | Результат  | Прим.                |
| ------------------------------------ | -------- | ---------------------------------------- | ---------- | -------------------- |
| Abema Anime Trend Awards             | 2024     | Anime Song Award                         | Перемога   | [ 15 ]               |
| AMD Awards                           | 2025     | Excellence Award                         | Перемога   | [ 16 ]               |
| Anime Grand Prix                     | 2024     | Best Theme Song                          | 7-ме місце | [ 17 ]               |
| Anime Trending Awards                | 2025     | Opening Theme Song of the Year           | Номінація  | [ 18 ]               |
| Crunchyroll Anime Awards             | 2025     | Best Opening Sequence                    | Номінація  | [ 19 ]               |
| Crunchyroll Anime Awards             | 2025     | Best Anime Song                          | Номінація  | [ 19 ]               |
| Japan Gold Disc Award                | 2025     | Song of the Year by Download (Japan)     | Перемога   | [ 20 ]               |
| Japan Gold Disc Award                | 2025     | Best 3 Songs by Download                 | Перемога   | [ 20 ]               |
| Japan Gold Disc Award                | 2025     | Song of the Year by Streaming (Japan)    | Перемога   | [ 20 ]               |
| Japan Gold Disc Award                | 2025     | Best 5 Songs by Streaming                | Перемога   | [ 20 ]               |
| Japan Record Awards                  | 2024     | Grand Prix                               | Номінація  | [ 21 ]               |
| Excellent Awards                     | Перемога |                                          |            |                      |
| JASRAC Awards                        | 2025     | Silver Prize                             | Перемога   | [ 22 ]               |
| MTV Video Music Awards Japan         | 2025     | Song of the Year                         | Перемога   | [ 23 ]               |
| Music Awards Japan                   | 2025     | Song of the Year                         | Перемога   | [ 24 ] [ 25 ] [ 26 ] |
| Music Awards Japan                   | 2025     | Best Japanese Song                       | Перемога   | [ 24 ] [ 25 ] [ 26 ] |
| Music Awards Japan                   | 2025     | Best Japanese Hip Hop/Rap Song           | Перемога   | [ 24 ] [ 25 ] [ 26 ] |
| Music Awards Japan                   | 2025     | Best Japanese Dance Pop Song             | Перемога   | [ 24 ] [ 25 ] [ 26 ] |
| Music Awards Japan                   | 2025     | Best Anime Song                          | Номінація  | [ 24 ] [ 25 ] [ 26 ] |
| Music Awards Japan                   | 2025     | Best Music Video                         | Номінація  | [ 24 ] [ 25 ] [ 26 ] |
| Music Awards Japan                   | 2025     | Best Viral Song                          | Перемога   | [ 24 ] [ 25 ] [ 26 ] |
| Music Awards Japan                   | 2025     | Best Japanese Song in Asia               | Номінація  | [ 24 ] [ 25 ] [ 26 ] |
| Music Awards Japan                   | 2025     | Best Japanese Song in Europe             | Перемога   | [ 24 ] [ 25 ] [ 26 ] |
| Music Awards Japan                   | 2025     | Best Japanese Song in North America      | Перемога   | [ 24 ] [ 25 ] [ 26 ] |
| Music Awards Japan                   | 2025     | Best Japanese Song in Latin America      | Перемога   | [ 24 ] [ 25 ] [ 26 ] |
| Music Awards Japan                   | 2025     | Best of Listeners' Choice: Japanese Song | Номінація  | [ 24 ] [ 25 ] [ 26 ] |
| Music Awards Japan                   | 2025     | Karaoke of the Year: J-Pop               | Номінація  | [ 24 ] [ 25 ] [ 26 ] |
| Reiwa Anisong Awards                 | 2025     | Best Work Award                          | Перемога   | [ 27 ]               |
| TikTok First Half Trend Awards       | 2024     | Special Award                            | Перемога   | [ 28 ]               |
| U-Can New Words and Buzzwords Awards | 2024     | New Words and Buzzwords Awards           | Номінація  | [ 29 ]               |
| Yahoo! Japan Search Awards           | 2024     | Music Category                           | Перемога   | [ 30 ]               |

## Чарти

### Тижневі чарти
| Чарт (2024)                             | Пікова позиція |
| --------------------------------------- | -------------- |
| Франція (SNEP)                          | 173            |
| Німеччина (Official German Charts)      | 44             |
| Global 200 (Billboard)                  | 8              |
| Гонконг (Billboard)                     | 24             |
| Японія (Japan Hot 100)                  | 1              |
| Japan Hot Animation (Billboard Japan)   | 1              |
| Японія (Oricon)                         | 6              |
| Japan Combined Singles (Oricon)         | 1              |
| Japan Anime Singles (Oricon)            | 4              |
| New Zealand Hot Singles (RMNZ)          | 12             |
| Сінгапур (RIAS)                         | 13             |
| Південна Корея (Circle)                 | 188            |
| Тайвань (Billboard)                     | 2              |
| US World Digital Song Sales (Billboard) | 3              |

### Місячні чарти
| Чарт (2024)                  | Позиція |
| ---------------------------- | ------- |
| Японія (Oricon)              | 18      |
| Japan Anime Singles (Oricon) | 5       |

## Сертифікації
| Регіон | Сертифікація  | Продажі     |
| --- | ------------- | ----------- |
| Японія (RIAJ) Digital | Платиновий    | 250 000*    |
| Польща (ZPAV) | Золотий       | 25 000      |
| Стриминг |               |             |
| Японія (RIAJ) | 3× Платиновий | 300 000 000 |
| *продажі, що базуються лише на сертифікаціях · продажі+прослуховування, що базуються лише на сертифікаціях · лише прослуховування, що базуються лише на сертифікаціях |               |             |